# Wiscon (Florida)
Wiscon es un lugar designado por el censo ubicado en el condado de Hernando en el estado estadounidense de Florida. En el Censo de 2010 tenía una población de 706 habitantes y una densidad poblacional de 323,35 personas por km².

## Geografía
Wiscon se encuentra ubicado en las coordenadas 28°32′27″N 82°27′58″O / 28.54083, -82.46611. Según la Oficina del Censo de los Estados Unidos, Wiscon tiene una superficie total de 2.18 km², de la cual 2.18 km² corresponden a tierra firme y (0%) 0 km² es agua.

## Demografía
Según el censo de 2010, había 706 personas residiendo en Wiscon. La densidad de población era de 323,35 hab./km². De los 706 habitantes, Wiscon estaba compuesto por el 95.89% blancos, el 1.13% eran afroamericanos, el 0.71% eran amerindios, el 0.14% eran asiáticos, el 0.14% eran isleños del Pacífico, el 0.28% eran de otras razas y el 1.7% pertenecían a dos o más razas. Del total de la población el 3.54% eran hispanos o latinos de cualquier raza.